# Potres u Turskoj 2011.
Potres u Turskoj 2011. bio je katastrofalni potres momentne magnitude 7,2. Pogodio je istočnu Tursku.
Potres se dogodio 23. listopada 2011. u 13:41 sati po lokalnom vremenu, 16 km sjeveroistočno od turskog grada Van i 929 km od glavnog grada Turske Ankare.

## Posljedice
Do 1. studenoga 2011. godine pronađeno su 604 tijela poginulih osoba, dok je 4152 ozljeđenih. Iz ruševina je spašeno 188 ljudi.
Jedan od najjačih potresa u Turskoj u posljednjih deset godina, zbog nekvalitetne i bespravne gradnje zgrada, prouzročio je rušenje brojnih stambenih i drugih objekata.
Nakon najjačeg potresa tlo je podrhtavalo još 1503 puta i to:
- Momentne magnitude 2 do 3 = 556,
- Momentne magnitude 3 do 4 = 832,
- Momentne magnitude 4 do 5 = 108,
- Momentne magnitude 5 do 6 = 7

## Vanjske poveznice
|  | Zajednički poslužitelj ima još gradiva o temi Potres u Turskoj 2011. |